# 인디라사가르 댐

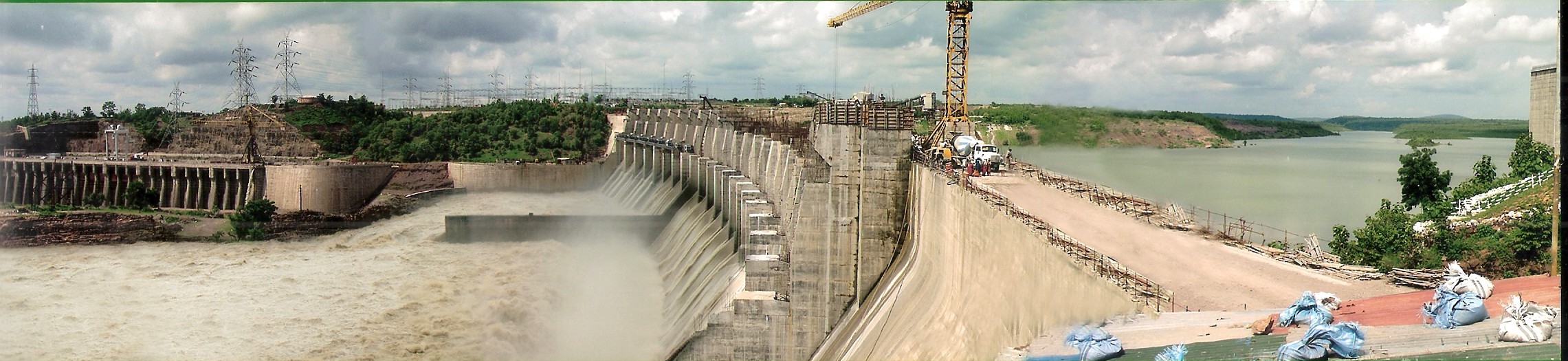
인디라사가르 댐

인디라사가르 댐(Indirasagar Dam)은 인도 마디아프라데시주 나르마다강에 있는 댐으로 저수량 기준 인도 최대의 댐이다. 1984년 10월 23일에 착공됐는데 같은 날짜에 인디라 간디 총리에 의해 세워진 착공기념석이 있다. 주요 댐 공사는 1992년 시작했고, 댐 건설 과정에서 마을 100곳에 거주하는 주민 22,000명이 이주하였다. 2005년 5월 31일부터 작동을 시작했다. 높이는 92m, 길이는 653m다.